# André Chardonnens
André Chardonnens (ur. 2 czerwca 1945 w Domdidier) – szwajcarski zapaśnik walczący w styku wolnym. Olimpijczyk z Monachium 1972, gdzie odpadł w eliminacjach w kategorii 68 kg. Zajął szóste miejsce na mistrzostwach Europy w 1967 roku.
- Turniej w Monachium 1972

Przegrał z Włodzimierzem Cieślakiem i Brytyjczykiem Joe Gilliganem.
Jego brat Jean-Marie również był zapaśnikiem, olimpijczykiem z 1968 i 1972.